# 1506
| 1506               |
| ------------------ |
| Dødsfald - Fødsler |
|                    |

| Gregoriansk kalender | 1506 MDVI               |
| Ab urbe condita      | 2259                    |
| Armensk kalender     | 955 ԹՎ ՋԾԵ              |
| Kinesiske kalender   | 4202 – 4203 乙丑 – 丙寅 |
| Etiopisk kalender    | 1498 – 1499             |
| Jødisk kalender      | 5266 – 5267             |
| Hindukalendere       |                         |
| - Vikram Samvat      | 1561 – 1562             |
| - Shaka Samvat       | 1428 – 1429             |
| - Kali Yuga          | 4607 – 4608             |
| Iransk kalender      | 884 – 885               |
| Islamisk kalender    | 912 – 913               |

Konge i Danmark: Hans 1481-1513
Se også 1506 (tal)

## Begivenheder
- Kong Hans lader de norske og danske rigsråd tildømme sig Sverige ved et møde i Kalmar. Samtidig dømmes den svenske rigsforstander Svante Nilsson til døden. Kongen får opbakning til fortsatte bestræbelser på med magt at genetablere den Nordiske Union.
- Ferdinand den Katolske lader efter Filip den Smukkes død sin datter Johanne den Vanvittige indespærre og bliver suveræn hersker over alle spanske lande.
- Byggeriet af Peterskirken i Rom påbegyndes. Afsluttet 1626.
- 21. januar – Verdens ældste (endnu eksisterende) hær, pavens 80-90 mand store schweizergarde oprettes officielt. Dens oprindelse kan dog spores helt tilbage til før år 1400.
- Mona Lisa, et maleri af Leonardo da Vinci, påbegyndt 1503, bliver færdigt.
- Peder Laales ordsprogssamling udgives af 'Lærde mænd ved Københavns Universitet'. Trykt i København af  Gotfred af Ghemen

## Født
- 7. april – Francisco Xavier, spansk jesuitisk missionær

## Dødsfald
- 25. september – Kong Filip den Smukke af Kastilien
- 20. maj - Christoffer Columbus, navigatør og opdagelsesrejsende, kendt for rejsen til Amerika. (født 1451).